# Sterling Heights
Sterling Heights város az Amerikai Egyesült Államokban,  államban, ben. 

## Népesség
A település népességének változása: